# 後藤光尊
後藤 光尊（ごとう みつたか，1978年7月27日—），為富邦悍將二軍總教練兼野手綜合教練。綽號為ゴッツ（Gotsu）。

## 生平

### 進入職棒前
秋田縣南秋田郡八郎瀉町出身。國中時代就同時參加棒球與橄欖球隊、並且有縣大會的冠軍經驗(橄欖球)。雖然被高中橄欖球名校秋田工業高校，以從一年級的時候就成為正式球員、畢業後以能夠進入早稲田大學或明治大学的推荐入學的條件勸誘，、但卻選擇了縣內屈指可數的升學學校秋田高校。高中3年級時以王牌投手參加第68回高中棒球大賽。其後以推薦入學進入了法政大學但是在選課當天卻被一部分學長關在學校宿舍中、無法選課而留級，並且就這樣退學了。之後、在1997年被同樣是秋田高中畢業，擔任川崎製鐵千葉的棒球教練斉藤正直所勸說、成為該棒球隊的練習生，並在1998年正式入社。同年、在第69回都市對抗棒球大賽出場，在冠亞軍戰中，與擁有職業選手川越英隆的日產對戰，獲得了亞軍，並獲得頒給最優秀活躍的新人的「若獅子賞」與優秀三壘手獎。同時在雪梨奧運中，也被選為日本代表候補。社會人時代的隊友有一樣是秋田縣出身的藤田太陽。
在2001年的選秀會上，被歐力士藍浪以第十順位選擇而入團。

### 進入職棒後
2002年
以先發陣容第六棒的指定打擊在開幕戰出場。4月以第一棒，3隻三壘安打的紀錄，顯示出長打力與腳程。
2003年
開幕後因傷而遲遲未能出場，從6月開始以二棒、7月以後為九棒遊撃手上場。在9月創造了2隻再見安打、9隻全壘打的紀錄。同年背號從49號變成1號。
2004年
以先發游擊手上場，但打擊的狀況卻不好、在7月以後被打撃狀況好的塩崎真所取代。同年球季終了後、球隊與大阪近鐵猛牛合併，再度簽約。此時、因為背號1號為近鐵隊的榮譽背號號碼，(為鈴木啓示所使用)，其背號使用問題被球團提出討論。後藤希望在合併後繼續使用背號1號、鈴木也認為「我的榮譽背號只到近鐵隊的紀錄而已」，所以後藤在合併後仍然使用1號背號。
2005年
第一次出場100場以上、雖然沒達到規定打席但創下了自己本身最高打擊率.295的紀錄。同年因球團合併而加入的游擊手阿部真宏，主要以三壘手或指定打者出賽。因為具備了某種程度上的長打力與走力，在仰木彬教練所安排的打線中，會以對戰隊伍來安排其棒次，所以也達成了全打順先發出場(指先發一至九棒都擔任過)的紀錄。
2006年
因中村紀洋(三壘手)的加入，必須與塩崎真，水口榮二等爭奪先發二壘手的位置。但是因為在阿部真宏的長期離脱與中村的受傷等狀況下出場的機會增加，在前半戰以打擊率3成的紀錄成為打擊不振的隊上重要人物。球季後半段表現失常，數字掉的比起去年還多，但是在同年也達成了除了先發第二棒與第四棒都打過的紀錄。在守備方面可看見成長的安定面，曾擔任過一壘手2場比賽、二壘手72場比賽、三壘手11場比賽、遊撃手27場比賽，內野的四個位置都能守備。同年起加油曲也改變了。
2007年
開幕時加入了新的游擊手新人大引啓次、與新加入的三壘手Gregory Mark LaRocca。但因阿部受傷所以4･5月間以二壘手出場、也因LaRocca的離隊6月以三壘手出場、又，球季終盤大引陷入打擊不順所以代替他以遊撃手出場，可說是擔任工具人的腳色。而在9月17日對千葉羅德海洋隊進入延長賽時，因為所有的外野手名額都用完，生涯第一次守備左外野手。對當時的心境所發表的看法為「雖然有練習過，還是嚇了一跳。但是只有大概1球往這裡來。」最終以二壘手72場、三壘手11場、遊撃手27場、外野手1場的守備成績結束該球季。一開始的打擊率大概只有兩成多，但在終盤終於恢復，大約9月的所有比賽都有出賽。不在同一個守備位置與同一個打順的狀況下先發，出賽了自己最多的107場、第一次打出二位數全壘打，隊上第四名的34打點的成績。當年也除了先發第一，三，四棒都打過。
2008年
因球場變成室外，加油曲也變成新舊交互演奏。。開幕以後狀況不佳，直到5月才慢慢回復。7月5日對北海道日本火腿鬥士隊時，在稻葉篤紀的第一個打席中，雖演出美技守備但右肩強烈地撞擊地面、使得右肩脱臼並退場。8月10日回到隊上。回隊後發揮比起受傷前更好的得點圈打擊能力，9月時打第五棒的機會也增多，當月打出了21打點的好成績。球季成績為本身最多的115場比賽，14支全壘打57打點也是自己最高的成績、同時也是第一次到達規定打席。聯盟中第4名的二壘安打與盜壘（和坂口智隆一樣）是隊上最多。對左投手的打擊率.303、全壘打、打點也是隊上的日籍選手中第一名。
2009年
從開幕就是先發二壘手。4月23日時打出的球擊中了隊友亞力士·卡布瑞拉的腳部，使其受傷退場。自己也在5月16日拉傷了右大腿，不得不抹銷出場選手的登錄。9月15日對軟體銀行隊時以代打身分上場，打出了及時安打，隔天並打出了全壘打。在9月17日對軟體銀行在九局下半時以1分落後的局勢從馬原孝浩手中擊出了追平比數的全壘打、並在延長賽的10局下半打出了再見高飛犧牲打。儘管如此當年的出賽場數為54場，比去年的一半還要少。
2010年
球季開始之前被岡田彰布監督任命為第3棒，雖然在開幕戰第二戰（對東北樂天金鷹）的九局兩出局後敲出追平分數的全壘打，但是在3・4月月間打擊率.265，打擊的狀況稍有不佳。但是，進入交流戰之後狀況慢慢回復，以打擊率.369對隊史上第一次交流戰冠軍也做出了很大的貢獻。其中以對阪神4場比賽17打數10安打（打率.588）、2全壘打7打點最為活躍。8月因為日高剛成為選手會長，而最年長的選手田口壯在二軍調整、球團為打破缺乏精神支柱的現狀，決定任命後藤為隊長。之後也以第3棒打者持續出場比賽，在9月26日對羅德戰在延長賽的第10局，更從薮田安彦手中敲出2分再見全壘打。最終以出賽143場，打擊率.295，16支全壘打，37打點與174隻安打六下了自己生涯以來最好的成績。另外，174隻安打、也是球隊從阪急時代，二壘手的最多安打記錄。（之前的紀錄為1955年Roberto Barbon的163安打）。另外，與北川博敏一起，從開幕開始一直到閉幕為止都被登錄在一軍。8月11日取得了國內的FA權利，11月12日行使了FA權。雖然獲得了中日龍的申請，但在11月26日發表了正式聲明｢想要對岡田監督報恩」，同時，也發表「生涯都會在歐力士隊打球」的宣言。

## 球風
第一球的打擊率超過5成，屬於中距離打者。被逼入絕境時，雖然有脆弱的一面，但是會在未被逼入絕境時積極出棒，因此提高了打擊成績。不管打哪一個棒次都留下了一定的成績，並在2005年球季中有著全打順先發出場的經驗。狀況好以及狀況不好時的波動很大。
内野所有的位置都能守備，以先發二壘手出賽最多，游擊手與三壘手的守備也沒問題。另外雖然也練習過外野手的守備，但只有在2007年的1場比賽中擔任左外野手。

## 人物
比賽後、球季外也持續的做重量訓練，體脂肪率是9%。不擅長喝酒，也不太與隊友一同吃飯。
因隊長一職，被2010年就任的岡田監督期待著、當初為了自己孤狼般的性格而煩惱著，但是據說現在可看到隊長的樣子了。
曾經在電視節目上說過與原來是藝人的妻子之間有一個女兒。

## 詳細情報

### 年度別打撃成績
|           |           |     |      |      |     |     |     |    |    |      |     |    |    |    |    |     |    |    |     |    |      |      |      | OPS  |
| --------- | --------- | --- | ---- | ---- | --- | --- | --- | -- | -- | ---- | --- | -- | -- | -- | -- | --- | -- | -- | --- | -- | ---- | ---- | ---- | ---- |
| 2002      | 歐力士    | 39  | 102  | 94   | 11  | 23  | 4   | 3  | 2  | 39   | 8   | 1  | 1  | 4  | 0  | 3   | 0  | 1  | 16  | 1  | .245 | .276 | .415 | .690 |
| 2003      | 歐力士    | 99  | 341  | 318  | 42  | 85  | 15  | 5  | 9  | 137  | 29  | 7  | 11 | 6  | 0  | 10  | 0  | 7  | 68  | 5  | .267 | .304 | .431 | .735 |
| 2004      | 歐力士    | 53  | 179  | 170  | 24  | 44  | 10  | 0  | 1  | 57   | 18  | 4  | 2  | 2  | 0  | 5   | 0  | 2  | 24  | 4  | .259 | .288 | .335 | .623 |
| 2005      | 歐力士    | 105 | 347  | 325  | 49  | 96  | 27  | 2  | 9  | 154  | 42  | 6  | 4  | 2  | 0  | 11  | 2  | 9  | 32  | 12 | .295 | .336 | .474 | .810 |
| 2006      | 歐力士    | 95  | 307  | 290  | 26  | 78  | 14  | 2  | 3  | 105  | 21  | 4  | 0  | 4  | 0  | 11  | 1  | 2  | 51  | 2  | .269 | .300 | .362 | .662 |
| 2007      | 歐力士    | 107 | 337  | 314  | 28  | 80  | 16  | 2  | 10 | 130  | 34  | 5  | 7  | 4  | 3  | 14  | 3  | 2  | 26  | 7  | .255 | .288 | .414 | .702 |
| 2008      | 歐力士    | 115 | 447  | 410  | 52  | 117 | 32  | 0  | 14 | 191  | 57  | 13 | 6  | 7  | 3  | 16  | 2  | 11 | 88  | 5  | .285 | .327 | .466 | .793 |
| 2009      | 歐力士    | 54  | 219  | 208  | 23  | 57  | 12  | 0  | 4  | 81   | 17  | 8  | 3  | 1  | 2  | 8   | 1  | 0  | 36  | 4  | .274 | .298 | .389 | .688 |
| 2010      | 歐力士    | 143 | 632  | 590  | 82  | 174 | 32  | 3  | 16 | 260  | 73  | 2  | 1  | 0  | 2  | 32  | 2  | 8  | 96  | 20 | .295 | .339 | .441 | .780 |
| 通算：9年 | 通算：9年 | 810 | 2911 | 2719 | 337 | 754 | 162 | 17 | 68 | 1154 | 299 | 50 | 35 | 30 | 10 | 110 | 11 | 42 | 437 | 60 | .277 | .314 | .424 | .738 |

- 2010年度球季終了時

### 年度別守備成績
| 年 度 | 二壘 | 二壘 | 二壘 | 二壘 | 二壘 | 二壘   | 三壘 | 三壘 | 三壘 | 三壘 | 三壘 | 三壘   | 遊撃 | 遊撃 | 遊撃 | 遊撃 | 遊撃 | 遊撃   | 外野 | 外野 | 外野 | 外野 | 外野 | 外野   |
| 年 度 | 出場 | 刺殺 | 補殺 | 失策 | 雙殺 | 守備率 | 出場 | 刺殺 | 補殺 | 失策 | 雙殺 | 守備率 | 出場 | 刺殺 | 補殺 | 失策 | 雙殺 | 守備率 | 出場 | 刺殺 | 補殺 | 失策 | 雙殺 | 守備率 |
| ----- | ---- | ---- | ---- | ---- | ---- | ------ | ---- | ---- | ---- | ---- | ---- | ------ | ---- | ---- | ---- | ---- | ---- | ------ | ---- | ---- | ---- | ---- | ---- | ------ |
| 2002  | -    | -    | -    | -    | -    | -      | 18   | 8    | 29   | 2    | 3    | .949   | 11   | 17   | 17   | 2    | 5    | .994   | -    | -    | -    | -    | -    | -      |
| 2003  | 9    | 8    | 17   | 1    | 1    | .962   | 22   | 8    | 43   | 0    | 5    | 1.000  | 75   | 96   | 176  | 17   | 43   | .941   | -    | -    | -    | -    | -    | -      |
| 2004  | -    | -    | -    | -    | -    | -      | -    | -    | -    | -    | -    | -      | 53   | 77   | 126  | 8    | 30   | .962   | -    | -    | -    | -    | -    | -      |
| 2005  | -    | -    | -    | -    | -    | -      | 45   | 26   | 73   | 4    | 6    | .961   | 40   | 55   | 91   | 6    | 30   | .961   | -    | -    | -    | -    | -    | -      |
| 2006  | 17   | 24   | 32   | 1    | 9    | .982   | 10   | 7    | 18   | 3    | 3    | .893   | 69   | 86   | 207  | 9    | 42   | .970   | -    | -    | -    | -    | -    | -      |
| 2007  | 72   | 165  | 182  | 5    | 44   | .986   | 11   | 2    | 16   | 1    | 0    | .947   | 27   | 31   | 64   | 3    | 13   | .969   | 1    | 0    | 0    | 0    | 0    | ----   |
| 2008  | 93   | 217  | 267  | 6    | 61   | .988   | 1    | 0    | 1    | 0    | 0    | 1.000  | 27   | 37   | 68   | 1    | 10   | .991   | -    | -    | -    | -    | -    | -      |
| 2009  | 54   | 117  | 210  | 6    | 54   | .982   | -    | -    | -    | -    | -    | -      | -    | -    | -    | -    | -    | -      | -    | -    | -    | -    | -    | -      |
| 2010  | 143  | 318  | 404  | 8    | 74   | .989   | -    | -    | -    | -    | -    | -      | -    | -    | -    | -    | -    | -      | -    | -    | -    | -    | -    | -      |
| 通算  | 388  | 849  | 1116 | 27   | 243  | .986   | 107  | 51   | 180  | 10   | 17   | .959   | 302  | 399  | 749  | 46   | 173  | .961   | 1    | 0    | 0    | 0    | 0    | ----   |

### 背號
- 49 （2002年 - 2003年）
- 1  （2004年 - 2006年、2009年 - ）
- 24 （2007年 - 2008年）

### 個人記録
- 初出場・初先發出場：2002年3月30日、對大阪近鐵猛牛隊第1戰（大阪巨蛋）、第六棒・指定打者
- 初打席：同上、第1局被ショーン・バーグマン三振
- 初盜壘：同上、6局上半盜二壘（投手：ショーン・バーグマン、捕手：藤井彰人）
- 初安打：同上、8局上半打出二壘方向内野安打
- 初全壘打・初打點：2002年4月15日、對大阪近鐵猛牛隊第3戰（神戸綜合運動公園棒球場）、5回下半從ジェレミー・パウエル手中打出右外野陽春彈。

## 脚注
1. ↑  「野球浪漫2010～熱き男の白球ストーリー Vol.15 後藤光尊」 『週刊Baseball』2010年7月12日号、ベースボール・マガジン社、2010年、雜誌20442-712/10、43-47頁。
2. ↑  応援時のコールは旧応援歌演奏時に限り「後藤」、それ以外は「光尊」とコールされる。
3. ↑  「Bs後藤「言葉より姿勢で！」球団初のキャプテンに」.   [2010-08-21]. （原始内容存档于2010-08-22）.
4. ↑  Bs後藤、FA申請「周りの評価を聞いてみたい…」 的存檔，存档日期2010-11-15.
5. ↑  後藤が残留宣言「生涯オリックス」の決意表明も 的存檔，存档日期2010-12-01.

## 外部連結
- 後藤光尊在日本職棒官網（英语）
- 後藤光尊在Baseball-Reference.com（小聯盟以及海外聯盟）（英语）
- 後藤光尊在The Baseball Cube（英语）
- 後藤光尊在台灣棒球維基館上的頁面（繁體中文）